# Liste der portugiesischen Abgeordneten zum EU-Parlament (1986–1987)
Die Liste der portugiesischen Abgeordneten zum EU-Parlament (1986–1987) listet alle portugiesischen Mitglieder des 2. Europäischen Parlaments, die zum 1. Januar 1986, dem Beitritt Portugals zur Europäischen Gemeinschaft, ernannt worden waren.

## Mandatsstärke der Parteien zum Ende der Wahlperiode
- KOM: 3
- SOC: 6
- LDR: 9
- EVP: 2
- EDA: 4

| Nationale Partei                                       | Mandate | Fraktion                                                         |
| ------------------------------------------------------ | ------- | ---------------------------------------------------------------- |
| Partido Social Democrata (PSD)                         | 9       | Liberale und Demokratische Reformfraktion (LDR)                  |
| Partido Socialista (PS)                                | 6       | Sozialistische Fraktion (SOC)                                    |
| Partido Renovador Democrático (PRD)                    | 4       | Fraktion der Sammlungsbewegung der Europäischen Demokraten (EDA) |
| Partido Comunista Português (PCP)                      | 3       | Fraktion der Kommunisten und Nahestehenden (KOM)                 |
| Centro Democrático e Social – Partido Popular (CDS-PP) | 2       | Fraktion der Europäischen Volkspartei (EVP)                      |
| Gesamt                                                 | 24      |                                                                  |

## Abgeordnete
| Bild | Name                               | geb. | MdEP seit     | Wahlkreis | Partei | Fraktion | Kommentar                                                          |
| ---- | ---------------------------------- | ---- | ------------- | --------- | ------ | -------- | ------------------------------------------------------------------ |
|      | Rui Manuel Almeida Mendes          | 1941 | 1. Jan. 1986  | Portugal  | PSD    | LDR      |                                                                    |
|      | Rui Amaral                         | 1943 | 13. März 1986 | Portugal  | PSD    | LDR      | rückte am 13. Februar 1986 für Francisco Pinto Balsemão nach       |
|      | José Barros Moura                  | 1951 | 1. Jan. 1986  | Portugal  | PCP    | KOM      |                                                                    |
|      | José António Brito Apolonia        | 1941 | 1. Jan. 1986  | Portugal  | PCP    | KOM      |                                                                    |
|      | Jorge Campinos                     | 1937 | 1. Jan. 1986  | Portugal  | PS     | SOC      |                                                                    |
|      | António Coimbra Martins            | 1927 | 1. Jan. 1986  | Portugal  | PS     | SOC      |                                                                    |
|      | Fernando Condesso                  | 1946 | 1. Jan. 1986  | Portugal  | PSD    | LDR      |                                                                    |
|      | Rodolfo Crespo                     | 1942 | 1. Jan. 1986  | Portugal  | PS     | SOC      |                                                                    |
|      | Pedro Augusto Cunha Pinto          | 1956 | 1. Jan. 1986  | Portugal  | PSD    | LDR      |                                                                    |
|      | António José Fernandes             | 1942 | 1. Jan. 1986  | Portugal  | PRD    | EDA      |                                                                    |
|      | Vasco Garcia                       | 1939 | 1. Jan. 1986  | Portugal  | PSD    | LDR      |                                                                    |
|      | Fernando Gomes                     | 1946 | 1. Jan. 1986  | Portugal  | PS     | SOC      |                                                                    |
|      | António Augusto Lacerda de Queiróz | 1953 | 1. Jan. 1986  | Portugal  | PSD    | LDR      |                                                                    |
|      | António José Marques Mendes        | 1952 | 1. Jan. 1986  | Portugal  | PRD    | EDA      |                                                                    |
|      | José Medeiros Ferreira             | 1942 | 1. Jan. 1986  | Portugal  | PRD    | EDA      |                                                                    |
|      | Joaquim Miranda                    | 1950 | 1. Jan. 1986  | Portugal  | PCP    | KOM      |                                                                    |
|      | Luís Filipe Nascimento Madeira     | 1940 | 1. Jan. 1986  | Portugal  | PS     | SOC      |                                                                    |
|      | Luís Filipe Pais Beirôco           | 1939 | 1. Jan. 1986  | Portugal  | CDS-PP | EVP      |                                                                    |
|      | Jorge Pegado Liz                   | 1940 | 1. Jan. 1986  | Portugal  | PRD    | EDA      |                                                                    |
|      | Manuel Pereira                     | 1928 | 1. Jan. 1986  | Portugal  | PSD    | LDR      |                                                                    |
|      | Virgílio Pereira                   | 1941 | 1. Jan. 1986  | Portugal  | PSD    | LDR      |                                                                    |
|      | José Pereira Lopez                 | 1939 | 19. Feb. 1987 | Portugal  | PSD    | LDR      | rückte am 19. Februar 1987 für José Silva Domingos nach            |
|      | Francisco Pinto Balsemão           | 1937 | 1. Jan. 1986  | Portugal  | PSD    | LDR      | zum 12. Januar 1986 ausgeschieden; Rui Amaral rückte nach          |
|      | Francisco Lucas Pires              | 1944 | 1. Jan. 1986  | Portugal  | CDS-PP | EVP      |                                                                    |
|      | Walter Rosa                        | 1919 | 1. Jan. 1986  | Portugal  | PS     | SOC      |                                                                    |
|      | José Silva Domingos                | 1941 | 1. Jan. 1986  | Portugal  | PSD    | LDR      | zum 18. Februar 1987 ausgeschieden, José Pereira Lopez rückte nach |